# Задний Хатын
Задний Хатын (устар. Задний Хотын) — ильмень в Лиманском районе Астраханской области. Относится к дельте Волги. Озеро расположено к северу от села Караванное. Берега заболочены. 
Площадь поверхности — 3,4 км².
Код водного объекта — 11010002511112100002551.

## Название
Название ильменя является частичным переводом калм. Ардк Хотн (калм. Арнк — задний; лежащий позади; северный и калм. Хотн — хотон; село; деревня).